# コイサンマン
『コイサンマン』（原題：The Gods Must Be Crazy II）は、1989年制作の南アフリカ共和国のコメディ映画。
南アフリカ共和国・ボツワナ共和国のカラハリ砂漠に居住する、当時“ブッシュメン”と呼ばれていたサン人の生活をコメディタッチで描いた1980年の映画『ミラクル・ワールド ブッシュマン』の続編。前作に続きジャミー・ユイス監督、ニカウが主演している。
日本でのビデオタイトルは『ブッシュマン2/コイサンマン』、後に『コイサンマン2』に改題された。ただ、前作が後年DVDなどで『コイサンマン』に改題されたことに伴い、本作は『コイサンマン2』に改題され、非常にややこしいことになっている。
厚生省（当時）中央児童福祉協議会推薦作品。

## あらすじ
カラハリ砂漠に住むサン人のキコの2人の子供、キサとキリは1台のトラックを見つけ荷台に乗り込むが、それは象牙の密猟者のトラックで、トラックは2人を乗せたまま走り出してしまう。慌てたキコは必死でそのトラックを追いかける。
一方、ニューヨークから国際会議に出席するためにアフリカにやって来た弁護士のアンは、ひょんなことから動物学者のスティーヴンのセスナ機に乗るが、途中で嵐に遭い、セスナ機が故障、砂漠の真ん中に不時着してしまう。
この二組の物語を中心にドタバタ劇が繰り広げられていく。

## キャスト
| 役名         | 俳優                           | 日本語吹替 | 日本語吹替 | 日本語吹替 | 日本語吹替 |
| 役名         | 俳優                           | 劇場公開版 | ビデオ版1  | ビデオ版2  | TBS版      |
| ------------ | ------------------------------ | ---------- | ---------- | ---------- | ---------- |
| カイ（キコ） | ニカウ                         | 原語流用   | 原語流用   | 原語流用   | 原語流用   |
| キリ         | Eiros                          | 原語流用   | 原語流用   | 原語流用   | 原語流用   |
| キサ         | Nadies                         | 原語流用   | 原語流用   | 原語流用   | 原語流用   |
| アン         | レナ・ファルジア               | 原語流用   | コロッケ   | 横沢啓子   | 土井美加   |
| スティーヴ   | ハンス・ストリドム             | 原語流用   | コロッケ   | 津嘉山正種 | 磯部勉     |
| ブレナー     | ルーレンス・スワンポエル       | 原語流用   | コロッケ   | 石田太郎   | 坂口芳貞   |
| ジョージ     | ピエール・ヴァン・プレッツェン | 原語流用   | コロッケ   | 仲木隆司   | 青野武     |
| チミ         | トレジャー・チャバララ         | 原語流用   | コロッケ   | 若本規夫   | 大塚明夫   |
| マテオ       | エリック・ボーエン             | 原語流用   | コロッケ   | 曽我部和恭 | 堀内賢雄   |
| ナレーター   | パディ・オバーン               | 仲村秀生   | コロッケ   | 田代まさし | 広川太一郎 |

※ビデオ版1は、ものまねタレントのコロッケが様々な有名人の物真似をして吹き替えた「コロッケのものまね吹替版」として発売された。
※ビデオ版2は、田代まさしがナレーターを担当した「マーシーのファミリー吹替版」として発売された。
※TBS版：「水曜ロードショー」1991年4月17日放送。
※吹替音声はDVD未収録。